# Kristýna Plíšková
Kristýna Plíšková (Louny, 21 de Março de 1992) é uma tenista profissional tcheca. Ela tem uma irmã gêmea que joga o Circuito, Karolina Pliskova.
Como profissional, Kristyna tem como ranking mais alto o 35º lugar e seu melhor resultado em Grand Slam foi a terceira rodada do Torneio de Wimbledon em 2015. A tcheca é irmã gêmea da também tenista Karolina Pliskova e tal como a irmã foi número um mundial de juniores. Ambas foram campeãs juvenis de Grand Slam no ano de 2010, sendo que Karolina ganhou o Australian Open da categoria e Kristyna conquistou Wimbledon.
Em 2016, Kristyna viveu altos e baixos no Australian Open. Algoz da australiana Samantha Stosur na primeira rodada do Grand Slam australiano, ela disparou 31 aces na segunda rodada do torneio e entrou para a história ao bater o recorde de aces no circuito feminino, que antes era da alemã Sabine Lisicki com 27, na segunda rodada do torneio WTA de Birmingham, em 2015. Mas mesmo assim, Kristyna amargou a eliminação do Australian Open ao perder este jogo de 2h20min para a porto-riquenha Monica Puig, que salvou cinco match points e venceu com as apertadas parciais de 4/6, 7/6 (8-6) e 9/7. "É um recorde que não me diz nada. Preferia ter feito menos 10 aces e ganhar o encontro. Estou desapontada", confessou no final do encontro, questionada sobre o seu novo feito.

## Vida pessoal
Kristýna Plíšková nasceu, filha de Radek Plíšek e Martina Plíšková, em Louny, e tem uma irmã gêmea idêntica, Karolína, que também é tenista e ex-número 1 do mundo. Em 6 de dezembro de 2021, Kristýna postou em seu Instagram que estava animada por estar esperando um bebê com o jogador de futebol Dávid Hancko [en]. em 31 de maio de 2022, eles anunciaram em suas contas sociais o nascimento de seu filho, que se chamava Adam.

## Carreira júnior
Kristýna começou a competir profissionalmente em 2005. Ela jogou sua primeira final do Circuito ITF Júnior no Malta ITF Junior Tournament em 2006, perdendo para Cristina Sánchez Quintanar [de]. Plíšková fez sua estreia no Grand Slam no Australian Open de 2010 e chegou às semifinais. Ela derrotou a primeira cabeça de chave, Tímea Babos nas quartas de final, mas depois perdeu para Laura Robson. Robson acabou sendo derrotada na final pela irmã gêmea de Kristýna, Karolína. No Aberto da França de 2010, Kristýna foi derrotada por Danka Kovinić na primeira rodada. Ela então venceu o torneio júnior Eastbourne International, derrotando Tara Moore [en]. Em seguida, Plíšková acabou vencendo o torneio individual feminino de Wimbledon, derrotando Sachie Ishizu [en].

## Carreira profissional

### 2006–2009
Kristýna disputou sua primeira qualificatória para o WTA Tour no Aberto de Praga de 2006, perdendo para Kirsten Flipkens. Ela continuou competindo no Circuito ITF.
Em 2007, Kristýna foi premiada com um "wild card" no Aberto de Praga, mas perdeu para a primeira cabeça de chave Marion Bartoli. Ela também competiu na prova de duplas com sua irmã Karolína, mas perderam para as tchecas Lucie Hradecká e Renata Voráčová na primeira rodada.
Em 2008, Kristýna ganhou novamente um "wild card" para o Aberto de Praga em simples e duplas. Nas simples, Kristýna caiu para Roberta Vinci em sets diretos.
Em 2009, Kristýna alcançou sua primeira final de simples da ITF em Pesaro, mas foi derrotada por Anastasia Grymalska [en].

### 2010
Kristýna conquistou seu primeiro título ITF em maio em Kurume, derrotando sua irmã na final. No Aberto de Praga, ela perdeu para a quinta cabeça de chave Anabel Medina Garrigues na primeira rodada. Nas duplas, ela e a irmã perderam para Klaudia Jans e Alicja Rosolska na primeira rodada. Ela então jogou seu primeiro evento sênior de Grand Slam no US Open. Ela derrotou Lauren Albanese e Arantxa Rus, mas depois perdeu para Lourdes Domínguez Lino na rodada final da qualificatória.

### 2011
Kristýna recebeu um "wild card" para a qualificatória de Wimbledon. Ela derrotou todos as três oponentes para se qualificar para seu primeiro torneio sênior de Grand Slam da carreira.

### 2012
Kristýna se qualificou para o Campeonato de Wimbledon e venceu sua primeira partida do Grand Slam na chave principal contra Polona Hercog. Porém, na segunda rodada, ela perdeu para a 24ª cabeça de chave Francesca Schiavone, em dois sets. Ela então se classificou para o US Open, onde derrotou Julia Görges, 18ª cabeça de chave, na primeira rodada; mas, novamente, não conseguiu passar da segunda, perdendo para Mandy Minella.

### 2013
Kristýna começou sua temporada no Brisbane International. Ela perdeu na rodada final da qualificatória para a "wild card" australiana Bojana Bobusic [en]. No Sydney International, Kristýna foi derrotada na primeira fase da qualificatória por Andrea Hlaváčková. Em Melbourne, Kristýna venceu sua partida de primeira rodada sobre a "wild card" australiana Sacha Jones. Na segunda rodada, ela perdeu para a 27ª cabeça de chave Sorana Cîrstea.
Jogando em Paris no evento indoor Open GDF Suez, Kristýna foi derrotada na primeira rodada da qualificatória por Lara Arruabarrena. Em seguida, Kristýna jogou em um torneio de US$ 25k em Grenoble, França. Ela perdeu nas quartas de final para Sandra Záhlavová. No Dubai Championships, Kristýna foi derrotada na primeira rodada da qualificatória para Kurumi Nara [en]. Como oitava cabeça de chave no Malaysian Open, ela perdeu na primeira rodada para a vinda da qualificatória Zarina Diyas. Em Indian Wells, Kristýna foi derrotada na primeira rodada da qualificatória pela "wild card" local, Grace Min. No Miami Open, ela perdeu na última rodada da qualificatória para Jana Čepelová. Depois disso, Kristýna ficou na Flórida para competir no Oaks Club Challenger [en], onde foi derrotada nas quartas de final pela eventual finalista Estrella Cabeza Candela [en].
Kristýna começou a temporada em quadra de saibro no Charleston Open. Ela perdeu na rodada final da qualificatória para Caroline Garcia. Disputando a primeira edição do Katowice Open, foi derrotada na primeira rodada pela terceira cabeça de chave Klára Zakopalová. Como segunda cabeça de chave na primeira edição da ITF de Istambul [en], Kristýna caiu nas quartas de final para Ana Vrljić. Como quinta cabeça de chave no Empire Slovak Open, ela perdeu na segunda rodada para Kateřina Siniaková.

### 2014
Kristýna conquistou mais dois títulos do WTA Tour com sua irmã Karolína em duplas.

### 2015
Kristýna derrotou Svetlana Kuznetsova em Wimbledon para chegar à terceira rodada de um campeonato de Grand Slam pela primeira vez em sua carreira. Porém, ela perdeu para Monica Niculescu na rodada seguinte.

### 2016: Primeiro título do WTA Tour
Kristýna derrotou Samantha Stosur na primeira rodada do Australian Open, mas perdeu para Monica Puig depois de estabelecer um novo recorde do WTA Tour de mais aces (31) em uma partida, mas não conseguiu converter cinco match points. No Tashkent Open, ela conquistou seu primeiro título de nível WTA, derrotando a defensora do título, Nao Hibino.

### 2017: Segunda final WTA em casa
Kristýna começou a temporada em Shenzhen, onde perdeu para Johanna Konta em três sets nas quartas de final. No Australian Open, ela perdeu para a número 1 do mundo e defensora do título, Angelique Kerber, na terceira rodada.
Kristýna derrotou Roberta Vinci na primeira rodada do Dubai Tennis Championships antes de perder para Lauren Davis na segunda rodada em três sets.
No Indian Wells Open, Kristýna chegou à terceira rodada, onde enfrentou Dominika Cibulková e dominou o primeiro set por 6–2, antes de perder os dois últimos sets no "tiebreak" e ter um match point em 5–4 no set decisivo. Ela perdeu seu jogo de estreia no Miami Open para Mandy Minella, também em três sets. No novo evento Ladies Open Biel Bienne, ela chegou às quartas de final, onde perdeu para sua compatriota e posteriormente campeã do torneio, Markéta Vondroušová, em dois sets. Kristýna chegou então à final do Aberto de Praga, perdendo para Mona Barthel. Em seguida, ela venceu duas partidas em seus outros dois eventos de saibro do WTA, mas perdeu na primeira rodada para Chloé Paquet no Aberto da França.
Kristýna teve uma temporada decente em quadras de grama, acumulando quatro vitórias no Rosmalen Open, Mallorca Open, Eastbourne International e no Campeonato de Wimbledon. Kristýna então chegou à final de um evento de US$ 80k em sua casa, Praga, mas depois cortou o dedo em um ventilador elétrico no Jiangxi International Open, o que resultou na retirada dela dos próximos dois eventos. Ela voltou à ação no Connecticut Open, no qual passou pela qualificatória mas acabou perdendo para a eventual campeã Daria Gavrilova, na primeira rodada da chave principal em jogo de três sets. No US Open, ela perdeu para Magdaléna Rybáriková na segunda rodada.

### 2019
No Birmingham Classic, Kristýna e sua irmã Karolína se tornaram as primeiras gêmeas idênticas na história do WTA Tour a se enfrentarem em uma partida da chave principal. Kristýna venceu sua irmã, que eatava ranqueada 100 posições acima dela.

### 2020
Os únicos destaques de Kristýna na temporada foram: uma semifinal no Shenzhen Open que perdeu para Elena Rybakina em sets diretos e outra semifinal no Aberto de Praga que perdeu para Elise Mertens em sets diretos porém equilibrados.

### 2021: Primeiras quartas de final de Major em duplas
Kristýna iniciou a temporada na primeira edição do Yarra Valley Classic onde perdeu na primeira rodada para Vera Zvonareva, em três sets. No Australian Open, ela foi derrotada na primeira rodada por Heather Watson.
Depois de passar pela qualificatória no Qatar Ladies Open, Kristýna foi eliminada na primeira rodada da chave principal por Anastasia Pavlyuchenkova. Em Dubai, foi derrotada na primeira rodada pela vinda da qualificatória Tereza Martincová. No Miami Open, ela caiu na primeira rodada para Katie Boulter.
Kristýna começou sua temporada em quadras de saibro na primeira edição do Serbia Ladies Open. Ela perdeu na primeira rodada para Océane Dodin. Competindo em Estrasburgo, foi derrotada na primeira rodada por Alizé Cornet. No Aberto da França, ela foi eliminada na primeira rodada pela eventual campeã Barbora Krejčíková. Nas duplas, fez dupla com a irmã gêmea, Karolína. Elas chegaram às quartas de final de um Grand Slam em duplas pela primeira vez na carreira. Como resultado, Kristýna alcançou a classificação mais alta de sua carreira, 44 em duplas. O último torneio que Kristýna disputou foi o Astana Open no Cazaquistão em setembro.

## Finais do WTA Tour

### Simples: 2 (1 ttítulo, 1 vice)
| Legenda      |
| ------------ |
| Grand Slam   |
| WTA 1000     |
| WTA 500      |
| WTA 250(1–1) |

| Finais por piso |
| --------------- |
| Duro (1–0)      |
| Saibro (0–1)    |
| Grama (0–0)     |
| Carpete (0–0)   |

| Status | V–D | Data     | Torneio                       | Nível         | Piso   | Oponente     | Placar        |
| ------ | --- | -------- | ----------------------------- | ------------- | ------ | ------------ | ------------- |
| Venceu | 1–0 | Out 2016 | Tashkent Open, Uzbequistão    | International | Duro   | Nao Hibino   | 6–3, 2–6, 6–3 |
| Perdeu | 1–1 | Mai 2017 | Prague Open, República Tcheca | International | Saibro | Mona Barthel | 6–2, 5–7, 2–6 |

### Duplas: 6 (5 títulos, 1 vice)
| Legenda       |
| ------------- |
| Grand Slam    |
| WTA 1000      |
| WTA 500       |
| WTA 250 (5–1) |

| Finais por piso |
| --------------- |
| Duro (2–0)      |
| Saibro (3–1)    |
| Grama (0–0)     |
| Carpete (0–0)   |

| Status | V–D | Data     | Torneio                       | Nível         | Piso     | Parceira          | Oponentes                                | Placar            |
| ------ | --- | -------- | ----------------------------- | ------------- | -------- | ----------------- | ---------------------------------------- | ----------------- |
| Perdeu | 0–1 | Jul 2013 | Palermo Ladies Open, Itália   | International | Saibro   | Karolína Plíšková | Kristina Mladenovic Katarzyna Piter      | 1–6, 7–5, [8–10]  |
| Venceu | 1–1 | Oct 2013 | Linz Open, Áustria            | International | Duro (i) | Karolína Plíšková | Gabriela Dabrowski Alicja Rosolska       | 7–6(8–6), 6–4     |
| Venceu | 2–1 | Jul 2014 | Austrian Open, Áustria        | International | Saibro   | Karolína Plíšková | Andreja Klepac María Teresa Torró Flor   | 4–6, 6–3, [10–6]  |
| Venceu | 3–1 | Set 2014 | Hong Kong Open                | International | Duro     | Karolína Plíšková | Patricia Mayr-Achleitner Arina Rodionova | 6–2, 2–6, [12–10] |
| Venceu | 4–1 | Jul 2019 | Bucharest Open, Romênia       | International | Saibro   | Viktória Kužmová  | Jaqueline Cristian Elena-Gabriela Ruse   | 6–4, 7–6(7–3)     |
| Venceu | 5–1 | Ago 2020 | Prague Open, República Tcheca | International | Saibro   | Lucie Hradecká    | Monica Niculescu Raluca Olaru            | 6–2, 6–2          |

## Finais de WTA Challengers

### Simples: 1 (1 título)
| Status | V–D | Data     | Torneio            | Piso | Oponente    | Placar             |
| ------ | --- | -------- | ------------------ | ---- | ----------- | ------------------ |
| Venceu | 1–0 | Set 2016 | Dalian Open, China | Duro | Misa Eguchi | 7–5, 4–6, 2–5 ret. |

### Duplas: 2 (2 títulos)
| Status | V–D | Data     | Torneio                                                 | Piso | Parceira        | Oponentes                        | Placar      |
| ------ | --- | -------- | ------------------------------------------------------- | ---- | --------------- | -------------------------------- | ----------- |
| Venceu | 1–0 | Set 2018 | Oracle Challenger Series – Chicago, Estados Unidos      | Duro | Mona Barthel    | Asia Muhammad Maria Sanchez      | 6–3, 6–2    |
| Venceu | 2–0 | Mar 2019 | Oracle Challenger Series – Indian Wells, Estados Unidos | Duro | Evgeniya Rodina | Taylor Townsend Yanina Wickmayer | 7–6(7), 6–4 |

## Finais de Grand Slam júnior

### Simples
| Status | Ano  | Campeonato | Piso  | Oponente      | Placar        |
| ------ | ---- | ---------- | ----- | ------------- | ------------- |
| Venceu | 2010 | Wimbledon  | Grama | Sachie Ishizu | 6–3, 4–6, 6–4 |